# Le Vieux-Cérier
Le Vieux-Cérier è un comune francese di 141 abitanti situato nel dipartimento della Charente, nella regione della Nuova Aquitania.

## Società

### Evoluzione demografica
Abitanti censiti